# Черкунов, Николай Трофимович

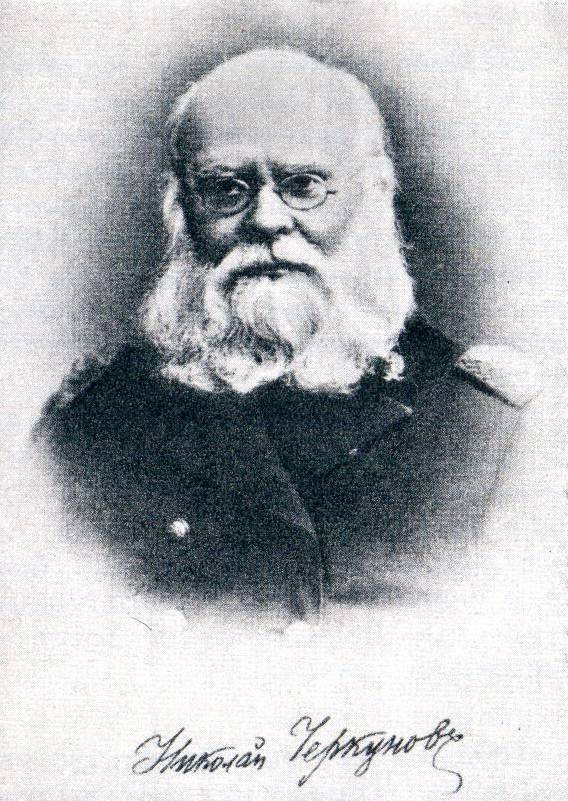

Николай Трофимович Черкунов (1844 — 1905) — российский педагог.
На протяжении многих лет преподавал географию в 1-й Киевской гимназии. Среди учеников Черкунова были, в частности, Николай Анциферов, упоминающий его в своих воспоминаниях:

Своеобразную фигуру представлял собой Николай Трофимович Черкунов — преподаватель географии, автор географической игры — лото. Дома у него был целый музей, который охотно посещали гимназисты. Он казался старым холостяком, обросшим волосами, седыми и длинными. Из этой копны волос глядели огромные светло-голубые глаза, глаза совы при дневном освещении. Это был фантастический гном. Говорил он тихим голосом для избранной группы учеников. Остальные занимались, чем хотели.

— и Константин Паустовский, весьма подробно описывающий Черкунова (под именем Петра Петровича Черпунова) и свои отношения с ним в «Повести о жизни»: как отмечал в этой связи И. Иванов,

образ Черпунова, старого учителя географии из Киевской первой гимназии выделяется исключительностью. Тут и обаяние влюблённости в дело своей жизни, и оригинальность — смесь наивного чудачества с глубоким драматизмом…

Преподавал также в Киевском институте благородных девиц, некоторое время заведовал педагогическим музеем. Составил брошюру «Великий океан, Япония и Корея как арена современных событий» (1904).